# Перетоки (Шептицький район)
Пере́токи — село в Україні, у Сокальській міській територіальній громаді Шептицького району Львівської області. Населення становить 862 особи (2001).

## Історія
Згідно з даними «Історії міст і сіл УРСР» за 1968 р., населення в Перетоках було 890 чоловік. Створений колгосп з центром у Скоморохах в своєму розпорядженні мав 2063 га орної землі, добре розвинене господарство, особливо тваринництво.

## Відомі люди
- Анастасій Калиш — український церковний і громадський діяч, священик УГКЦ, василіянин, педагог, протоігумен Галицької провінції Найсвятішого Спасителя Василіянського Чину в 1920—1930 роках.